# Repubblica dell'Ingria Settentrionale
La Repubblica dell'Ingria settentrionale (in finlandese: Pohjois-Inkeri) o Repubblica di Kirjasalo (in finlandese: Kirjasalon tasavalta) fu uno Stato dei finlandesi d'Ingria situato nella parte meridionale dell'istmo di Carelia, che si separò dalla Russia dopo la rivoluzione d'ottobre; il suo obiettivo era quello di essere incorporato nella Finlandia. La repubblica governò alcune parti dell'Ingria fra il 1919 e il 1920. Con il trattato di pace di Tartu fu reintegrata nell'allora Unione Sovietica.
I finlandesi d'Ingria di questa zona godettero di un certo grado di autonomia fino al 1930, in conformità con la politica di riconoscimento delle nazionalità in vigore in Unione Sovietica. Nel 1928 venne istituito il distretto nazionale Kuivaisi con centro a Toksovo. Nel 1939 il distretto venne abolito e l'area venne unita al distretto di Pargolovo.

## Presidenti del Consiglio direttivo
- 9 luglio 1919 - settembre 1919: Santeri Termonen
- 14 settembre 1919- novembre 1919: Juho Pekka Kokko
- 16 novembre 1919- maggio 1920: Georg Elfvengren
- giugno 1920 - 5 dicembre 1920: Jukka Tirranen